# (29573) 1998 FU38
A (29573) 1998 FU38 a Naprendszer kisbolygóövében található aszteroida. A LINEAR projekt keretében fedezték fel 1998. március 20-án.